# Список регіональних парків Литви
У Литві знаходиться 30 регіональних парків. Всі вони були засновані у 1992 році.

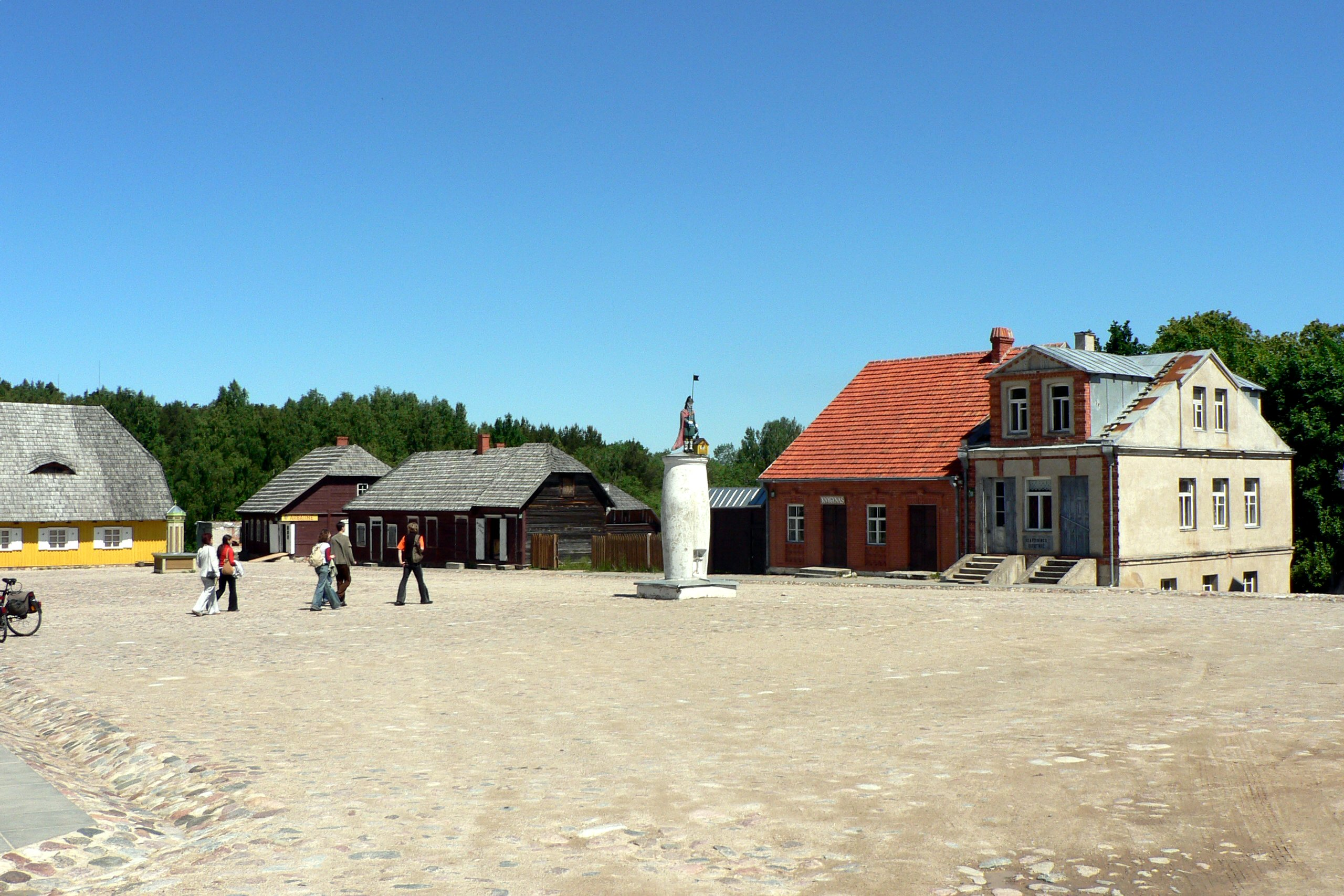
Етнографічний музей просто неба у регіональному парку Каунаського водосховища

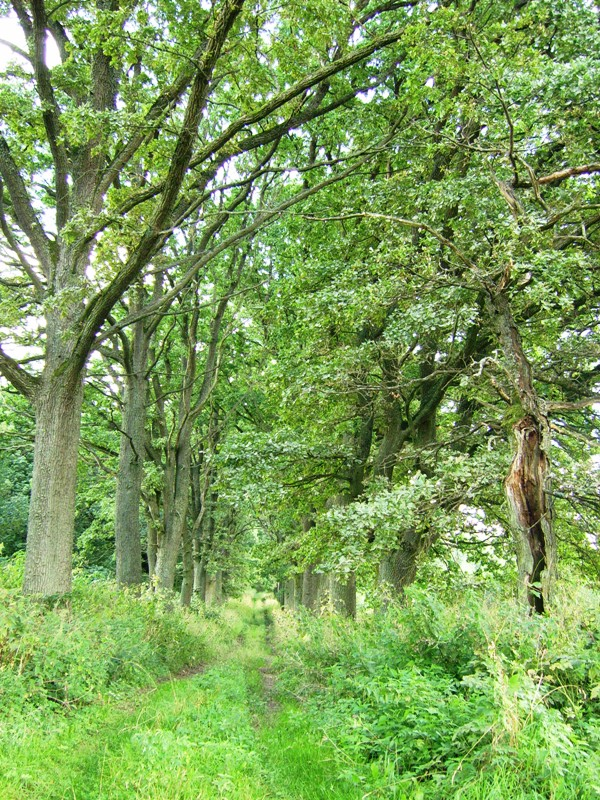
Дубова алея у регіональному парку Рамбінас

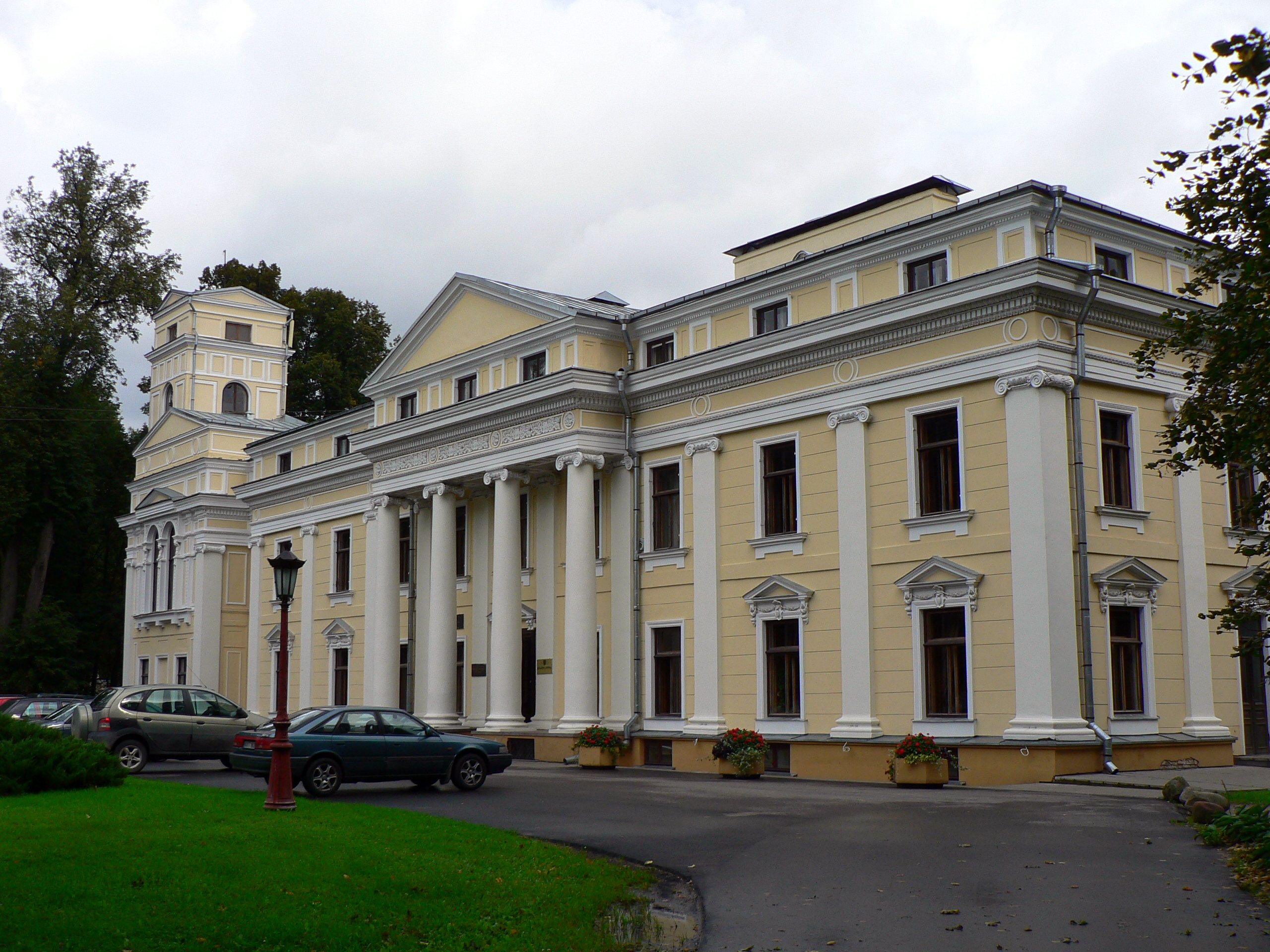
Палац у регіональному парку Вяркяй

| #  | Назва                                     | Площа (км²) | Місце за площею | Район                                                                      |
| -- | ----------------------------------------- | ----------- | --------------- | -------------------------------------------------------------------------- |
| 1  | Анікщяйський регіональний парк            | 140,80      | 10              | Анікщяйський район                                                         |
| 2  | Регіональний парк Асвея                   | 109,70      | 17              | Молетський район, Швянченіський район, Вільнюський район                   |
| 3  | Регіональний парк Аукштадваріс            | 153,50      | 7               | Тракайський район, Пренайський район, Кайшядорський район                  |
| 4  | Біржайський регіональний парк             | 140,30      | 11              | Біржайський район, Пасвальський район                                      |
| 5  | Регіональний парк Дев'янішк'ю             | 87,94       | 23              | Шальчинінкський район                                                      |
| 6  | Регіональний парк Дубіса                  | 89,00       | 22              | Расейнський район Литвы, Кельмеський район                                 |
| 7  | Регіональний парк Гражуте                 | 242,30      | 4               | Зарасайський район, Ігналінський район                                     |
| 8  | Регіональний парк Каунаського водосховища | 96,00       | 21              | Каунаський район, Кайшядорський район, Каунас                              |
| 9  | Регіональний парк Крекенава               | 86,80       | 25              | Паневежський район, Кедайнський район                                      |
| 10 | Регіональний парк Куртунева               | 150,90      | 8               | Кельмеський район, Шяуляйський район                                       |
| 11 | Регіональний парк Лабанорас               | 553,43      | 1               | Швянченіський район, Молетський район, Утенський район, Ігналінський район |
| 12 | Регіональний парк Метела                  | 177,29      | 6               | Лаздійський район, Алітуський район                                        |
| 13 | Нямунський регіональний парк              | 288,70      | 3               | Шилутський район                                                           |
| 14 | Нямунаський регіональний парк             | 240,80      | 5               | Пренайський район, Бірштонас, Алітуський район, Кайшядорський район        |
| 15 | Регіональний парк Неріс                   | 99,00       | 19              | Вільнюс, Електренай, Тракайський район                                     |
| 16 | Регіональний парк Паграмантіс             | 144,20      | 9               | Таурагський район, Шяуляйський район                                       |
| 17 | Регіональний парк Паюріс                  | 58,70       | 26              | Клайпедський район, Паланга, Клайпеда                                      |
| 18 | Регіональний парк Панемуну                | 115,63      | 15              | Шакяйський район, Юрбаркський район, Каунаський район                      |
| 19 | Павильніський регіональний парк           | 20,10       | 30              | Вільнюс                                                                    |
| 20 | Регіональний парк Рамбінас                | 45,20       | 28              | Паневежський район                                                         |
| 21 | Регіональний парк Салантай                | 136,30      | 13              | Кретингський район, Скуодаський район, Плунгеський район                   |
| 22 | Регіональний парк Сартай                  | 136,50      | 12              | Рокишкський район, Зарасайський район                                      |
| 23 | Регіональний парк Сірвета                 | 86,80       | 24              | Швянченіський район, Ігналінський район                                    |
| 24 | Регіональний парк Титувенай               | 114,30      | 16              | Кельмеський район, Расейнський район                                       |
| 25 | Регіональний парк Варніа                  | 338,00      | 2               | Тельшяйський район, Шяуляйський район, Кельмеський район                   |
| 26 | Регіональний парк Вейсеяй                 | 122,00      | 14              | Лаздійський район                                                          |
| 27 | Регіональний парк Вента                   | 106,30      | 18              | Акмянський район, Мажейкський район, Шяуляйський район                     |
| 28 | Регіональний парк Вяркяй                  | 27,31       | 29              | Вільнюс, Вільнюський район                                                 |
| 29 | Регіональний парк Віштітіс                | 97,00       | 20              | Вілкавішкський район                                                       |
| 30 | Регіональний парк Жагаре                  | 49,30       | 27              | Йонішкський район                                                          |